# John B. Bennett

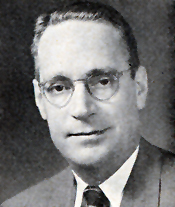
John B. Bennett

John Bonifas Bennett (* 10. Januar 1904 in Garden, Delta County, Michigan; † 9. August 1964 in Chevy Chase, Maryland) war ein US-amerikanischer Politiker. Zwischen 1943 und 1945 sowie nochmals von 1947 bis 1964 vertrat er den Bundesstaat Michigan im US-Repräsentantenhaus.

## Werdegang
John Bennett besuchte die öffentlichen Schulen seiner Heimat einschließlich der Watersmeet High School. Nach einem anschließenden Jurastudium und seiner im Jahr 1925 erfolgten Zulassung als Rechtsanwalt begann er ab 1926 in Ontonagon in seinem neuen Beruf zu arbeiten. Zwischen 1929 und 1934 war er Staatsanwalt im Ontonagon County.
Politisch war Bennett Mitglied der Republikanischen Partei. In den Jahren 1935 bis 1937 war er stellvertretender Arbeits- und Industrieminister des Staates Michigan. Bei den Kongresswahlen des Jahres 1942 wurde er im zwölften Wahlbezirk von Michigan in das US-Repräsentantenhaus in Washington, D.C. gewählt, wo er am 3. Januar 1943 die Nachfolge des Demokraten Frank Eugene Hook antrat, dem er in den drei vorhergehenden Wahlen jeweils unterlegen gewesen war. Da er im Jahr 1944 wieder gegen Hook verlor, konnte er bis zum 3. Januar 1945 zunächst nur eine Legislaturperiode im Kongress absolvieren, die von den Ereignissen des Zweiten Weltkrieges geprägt war.
Nach seinem vorübergehenden Ausscheiden aus dem Repräsentantenhaus arbeitete John Bennett wieder als Anwalt. Bei den Wahlen des Jahres 1946 konnte er sein altes Mandat im Kongress von Hook zurückgewinnen. Nach acht Wiederwahlen verblieb er bis zu seinem Tod am 9. August 1964 im Kongress. In diese Zeit fielen der Beginn des Kalten Krieges, der Koreakrieg und die Bürgerrechtsbewegung. Nach anfänglichem Widerstand stimmte Bennett im Kongress kurz vor seinem Tod für das neue Bürgerrechtsgesetz, den Civil Rights Act.